# 1000 Kisses
1000 Kisses è il terzo album in studio della cantautrice statunitense Patty Griffin, pubblicato nel 2002.

## Tracce
Testi e musiche di Patty Griffin, eccetto dove indicato.
1. Rain – 4:08
2. Chief – 3:11
3. Stolen Car – 4:22 (Bruce Springsteen)
4. Making Pies – 3:40
5. Be Careful – 4:04
6. Long Ride Home – 3:33
7. Nobody's Crying – 5:22
8. Tomorrow Night – 4:40 (Sam Coslow, Will Grosz)
9. Mil Besos – 5:21 (Emma Elena Valdelamar)
10. Reprise – 1:20